# Guabamima
Guabamima is een geslacht van rechtvleugeligen uit de familie krekels (Gryllidae). De wetenschappelijke naam van dit geslacht is voor het eerst geldig gepubliceerd in 1993 door de Mello.

## Soorten
Het geslacht Guabamima omvat de volgende soorten:
- Guabamima lopesandradei Mews & Szinwelski, 2010
- Guabamima lordelloi de Mello, 1993
- Guabamima pimenteli Mews & Szinwelski, 2010
- Guabamima saiva de Mello, 1993
- Guabamima zhei Mews & Szinwelski, 2010